# Björn von der Wellen
Björn von der Wellen (ur. 6 czerwca 1980 w Ankum) – niemiecki aktor teatralny, filmowy i telewizyjny.

## Życiorys
Urodzony w Ankum, dorastał w Bersenbrück. Studiował matematykę, sport, a następnie aktorstwo. W 2009 ukończył Europejski Instytut Teatralny (ETI) w Berlinie. 
Grał na scenie w Berlinie, Frankfurcie i Hamburgu, w sztukach: Woyzeck Georga Büchnera, Historia błękitnej planety (Die Geschichte vom blauen Planeten) Andri Snæra Magnasona, Śmierć Dantona Büchnera (2010), Ivanov lebt TV (2011) i Spielplan Deutschland (2011). Był członkiem zespołu teatru improwizowanego „Gorillas” (Goryle). Brał udział w reklamach i teledyskach, m.in. do piosenki Xaviera Naidoo - „Halte durch” (2010).
W latach 2010–2013 występował jako Alexander Fischer w operze mydlanej Dzieciaki z Einstein High (Schloss Einstein). W melodramacie wojennym Ostatnia podróż (Leanders letzte Reise, 2017) pojawił się w scenie w barze u boku Jürgena Prochnowa.

## Wybrana filmografia

### Filmy fabularne
- 2006: Meine verrückte türkische Hochzeit jako student prawa
- 2007: Cramaillot
- 2011: Jeśli nie my, to kto? (Wohnungsbesitzer)
- 2012: Śnieżka i Różyczka (Schneeweißchen und Rosenrot) jako jednoręki farmer
- 2012: Die Vierte Macht jako Norbert Jensen w 1977 roku
- 2013: Mała Syrenka (Die kleine Meerjungfrau) jako Tönnes, przyjaciel księcia Nikolasa
- 2014: Miss Sixty jako Max Winther

### Seriale TV
- 2010-2013: Dzieciaki z Einstein High (Schloss Einstein) jako Alexander Fischer
- 2016: Inga Lindström jako Jonas
- 2016: Górski lekarz (Der Bergdoktor) jako Thomas Lambert
- 2017: Notruf Hafenkante jako André Wittich
- 2017: Tatort: Level X jako Kai

### Filmy krótkometrażowe
- 2012: Mondnacht jako Joseph v. Eichendorff
- 2012: Zu dir? jako Max
- 2013: Däumelinchen jako Walter
- 2014: Rebecca jako Philipp
- 2017: Pity Fu*k